# Breiðdalsvík
Breiðdalsvík – miejscowość we wschodniej Islandii, nad zatoką o tej samej nazwie. Jest częścią gminy Fjarðabyggð (do 2018 roku gminy Breiðdalshreppur), w regionie Austurland. Przebiega przez nią droga krajowa nr 1.
Liczba ludności wioski stale się zmniejsza. W 1998 roku liczyła ona 218 mieszkańców, a w 2011 było ich 139, w 2013 130. W 2014 liczba ludności ponownie zaczęła wykazywać tendencję wzrostową – w roku tym wieś zamieszkiwały 134 osoby. W 2015 miejscowość była zamieszkiwana przez 128 osób, a w 2018 - 137 osób.
Około 1880 roku Gránufélagið wybudowała w tej wsi swój magazyn. Wioska nie miała stałych mieszkańców do roku 1896, kiedy wybudowano w niej pierwszy sklep. Spłonął on 10 lat później, jednak został szybko odbudowany i od tego momentu jest uznawany za najstarszy budynek we wsi istniejący do dziś. Obecnie pełni on funkcję muzeum.
We wsi znajduje się również przystanek autobusowy, z którego można dojechać do Reyðarfjörður.

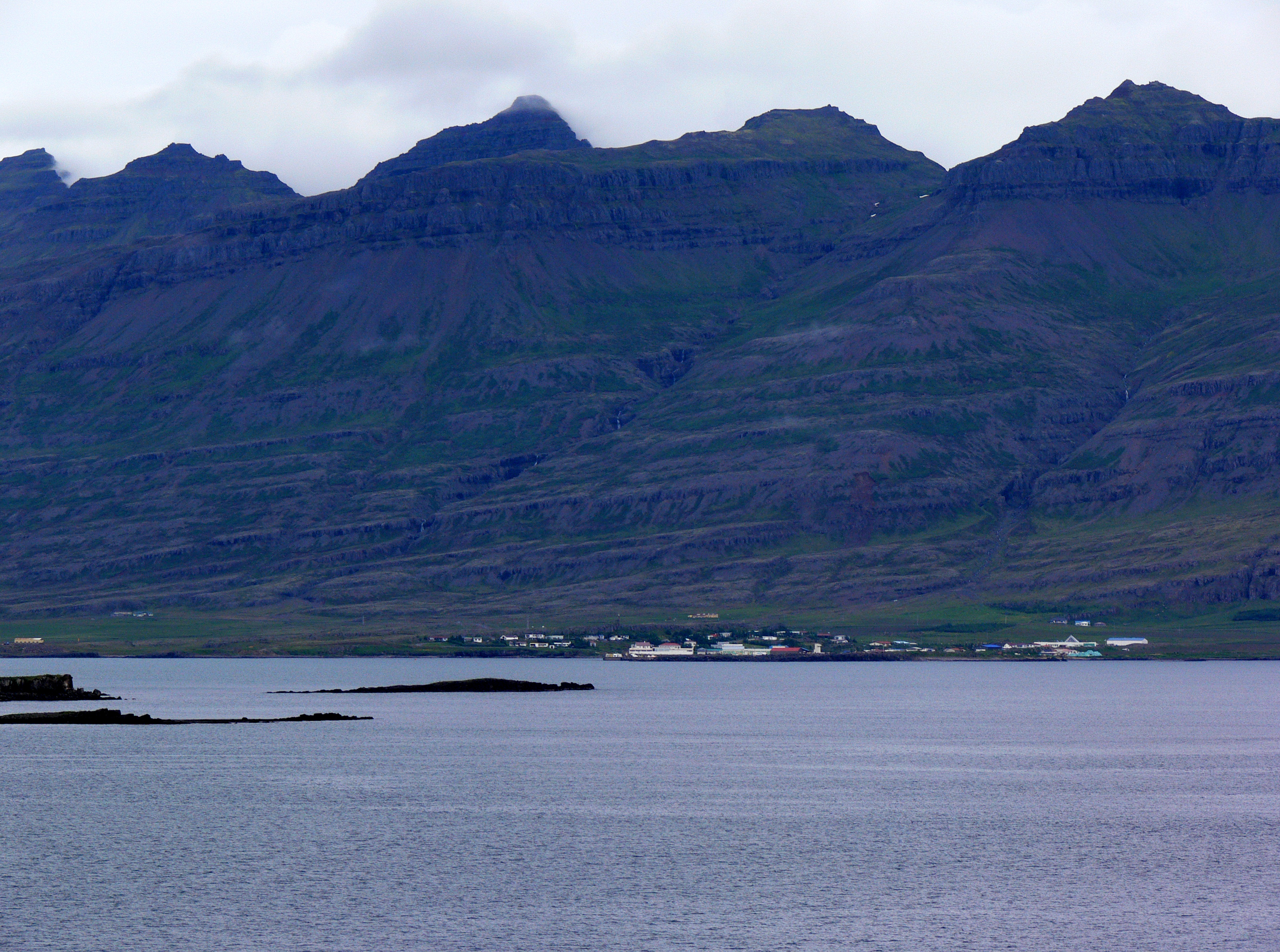
Widok na wioskę z zatoki
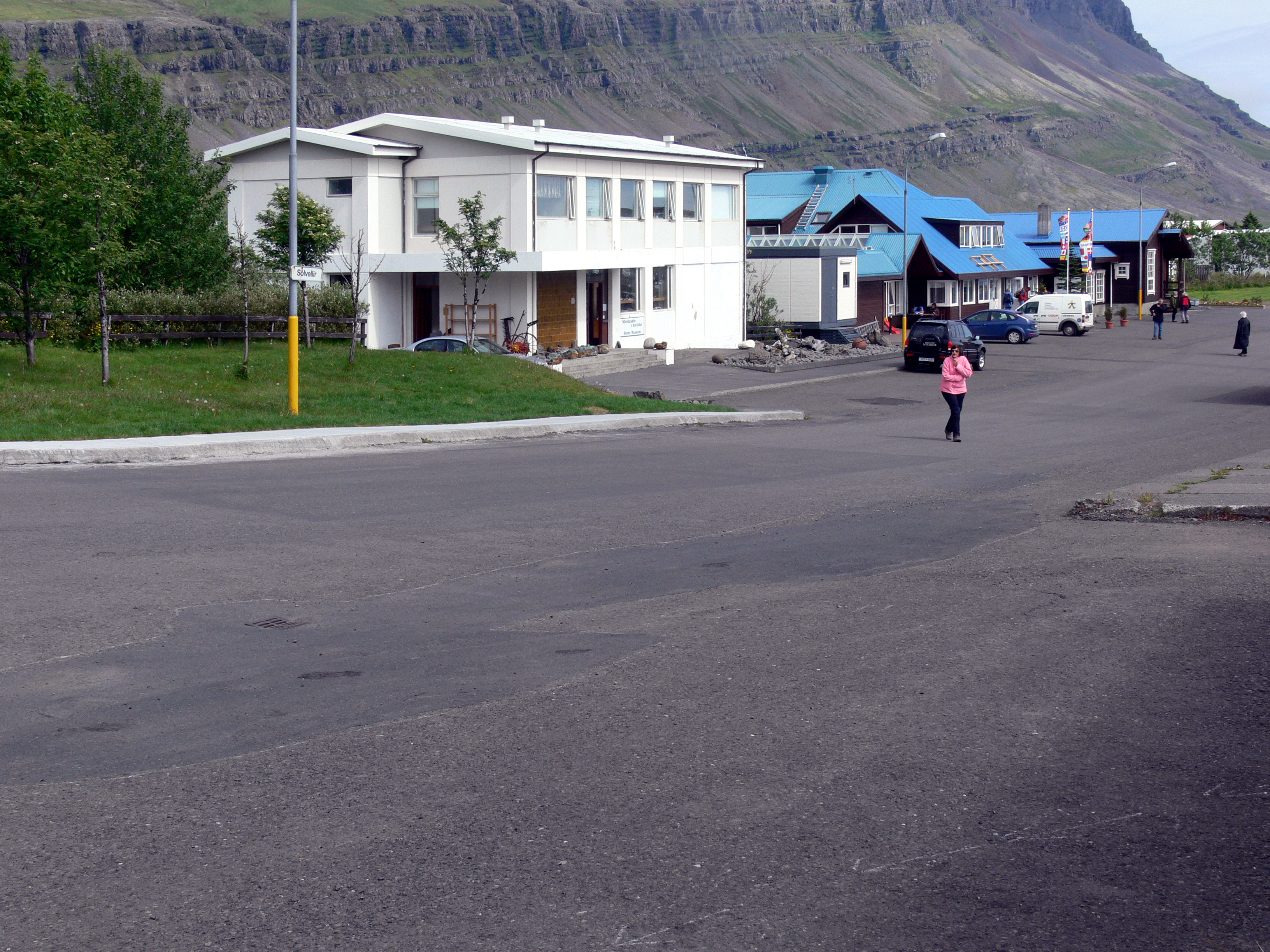